# لاكي دايموند ريتش
لاكي دايموند ريتش (بالإنجليزية: Lucky Diamond Rich)‏ رجل نيوزلندي ولد في عام 1971 دخل موسوعة جينيس للأرقام القياسية منذ عام 2006 لأنه وشم على جسدة بأكمله العديد من الوشوم بنسبة 99.99 %. ولديه وشوم على جفنيه وفمه وأذناه وقلفته.
يعمل دايموند ريتش فنان أداء ومؤدي شوارع كما يؤدي في مهرجانات الفنون الدولية ويقوم باستعراضات ابتلاع السيوف وألعاب الخفة لعدة أشياء وهو واقف على دراجة أحادية العجلة.

## وصلات خارجية
- لاكي دايموند ريتش على موقع IMDb (الإنجليزية)
- مقابلة من مؤتمر الوشوم بأمستردام عام 2007 على يوتيوب
- مقابلة تعود لشهر يونيو عام 2009